# El régimen del solitario
El régimen del solitario (ár. Tadbir al-mutawahhid) es una de las obras más importantes de Avempace (Ibn Bayya), donde el autor expone su utopía social y filosófica, describiendo una ciudad ideal (al-madina al-fadila), de clara inspiración platónica.